# Яковлев, Иван Петрович Хирон
Иван Петрович «Хирон» Яковлев (ум. 1571) — русский военный и государственный деятель, окольничий (1556/1557), воевода и боярин (1557/1558), третий сын боярина и воеводы Петра Яковлевича Злобы Захарьина-Яковлева (ум. 1533). Троюродный брат царицы Анастасии Романовны Захарьиной-Юрьевой, первой жены царя Ивана Грозного. Участник Ливонской войны.

## Биография
В 1547 году — третий рында в походе царя Ивана Васильевича на Коломну. В 1548 году Иван Петрович Хирон Яковлев был третьим рындой во время первого похода царя Ивана Грозного на Казанское ханство. В 1551 году — первый воевода во Мценске, его товарищем был младший брат Василий Яковлев. В 1555 году — воевода большого полка, с которым был отправлен из Галича на подавление восстания в Казанском крае. В 1556 году И. П. Хирон Яковлев был первым воеводой ертаульного полка на южнорусской границе. В 1557 году — первый воевода в Дедилове, его товарищем был Назар Семёнович Глебов, затем вместе с князем Иваном Петровичем Горенским стоял у устья Ливен, затем в Туле. В марте 1558 года боярин Иван Петрович Яковлев был назначен вторым воеводой передового полка у Николы Зарайского.
В 1559 году боярин Иван Петрович Хирон Яковлев был первым воеводой передового полка в русской армии под командованием князя Ивана Фёдоровича Мстиславского во время похода на ливонскую крепость Алыст (Мариенбург). В том же году по царскому приказу И. П. Яковлев был назначен вторым воеводой передового полка (при князе Михаиле Васильевиче Глинском), в составе русского войска боярина князя Ивана Дмитриевича Бельского, выступившей из Бронниц на южнорусские границы. В том же 1559 году — второй воевода полка правой руки на южнорусской границе.
В 1560 году боярин Иван Петрович Яковлев Хирон был первым воеводой полка левой руки в русской рати под командованием князя Ивана Фёдоровича Мстиславского в новом походе на Ливонский орден. Зимой того же года — первый воевода передового полка в очередном ливонском походе. Опустошив приморскую часть Эстонии, И. П. Яковлев с богатой добычей проходил мимо Ревеля. Жители города, собрав около тысячи воинов, предприняли вылазку против русских, но потерпели полное поражение. Ревельцы были частью перебиты, а частью взяты в плен. Иван Петрович Яковлев хотел уже осадить Ревель, но не смог его захватить из-за того, что главный воевода князь И. Ф. Мстиславский, нарушив царский указ, решил по пути взять хорошо укрепленную крепость Вейсенштейн, но не решался его штурмовать, длительное время простоял под городом и израсходовал все припасы. Русские воеводы не смогли взять Вейсенштейн и вернулись в московские владения.
В 1562-1563 годах боярин Иван Петрович Яковлев участвовал в походе русской армии под предводительством царя Ивана Васильевича Грозного на Полоцк.
В 1565 году — первый воевода в Коломне вместе с окольничим Василием Ивановичем Умным Колычёвым. В том же году был вторым воеводой большого полка в Коломне, был отправлен с царской дружиной на р. Оку против крымского хана Девлет Герая, напавшего на южнорусские земли. Во время похода Иван Петрович Яковлев обнаружил большую распорядительность, и благодаря его усилиям крымцы вскоре отступили обратно в степи. В 1565 году боярин Иван Петрович Яковлев был третьим воеводой в Коломне, затем был переведен в Тулу, где стал воеводой передового полка. Осенью 1565 года при отражении крымского хана Девлет Герая от Болхова Иван Петрович Яковлев был вторым воеводой полка правой руки.
В 1566 году боярин Иван Петрович Хирон Яковлев попал в царскую опалу и вынужден был дать клятвенную запись, утвержденную духовенством, в том, «чтоб не уходить ему от царя ни в Литву, ни к папе, ни к императору, ни к султану, ни к князю Владимиру Андреевичу и не иметь с последним никаких тайных сношений».
В 1567 году — первый воевода передового полка в Коломне. В 1568 году — первый воевода полка левой руки в Вязьме. В 1569 году — второй воевода большого полка в Коломне, затем первый воевода большого полка за р. Окой. В том же году был первым воеводой передового полка на Рязани.

## ОсадаТаллина, опала и казнь
В 1570 году боярин Иван Петрович Яковлев Хирон был одним из двух главнокомандующих русской рати, отправленной в поход под Таллин (Колывань). В августе 1570 года ливонский король Магнус, вассал и ставленник Ивана Грозного, с небольшим войском (около 1 тыс. чел.) подступил к Таллину..
Однако этих сил было недостаточно для осады такой крепости. В начале сентября русские привезли в лагерь Магнуса легкую артиллерию из Нарвы.
Но легкие пушки не приничили городу большого вреда.
16 октября 1570 года под Таллин прибыло русское войско (4-5 тыс. чел.) под предводительством воевод Ивана Петровича Яковлева Хирона и Василия Ивановича Умного Колычёва.
И. П. Яковлев командовал земскими отрядами, а В. И. Умной-Колычёв — опричниками.
Царские воеводы отправили в осажденный город воззвание, угрожая ревельцам жестокими карами за дальнейшее сопротивление. От имени царя Ивана Грозного воеводы потребовали сдать город царскому «голдовнику» Магнусу.
Однако ревельский магистрат отказался исполнять требование царских воевод. Русские отряды опустошили и разорили предместья и окрестности Таллина. Магнус, понимая, что жестокости русских лишат его поддержики ливонского дворянства, пытался урезонить союзников, что привело к столкновению с царскими воеводами.
Воеводы отправили в Москву две тысячи саней, нагруженных разным награбленным имуществом. Царь Иван Грозный поддержал сторону ливонского короля. По царскому указу главные воеводы И. П. Яковлев и В. И. Умной-Колычёв были арестованы и в цепях доставлены в Москву.
В мае 1571 года боярин и воевода Иван Петрович Яковлев Хирон вместе с младшим братом Василием был казнен по приказу царя Ивана Грозного.
Ливонские дворяне Таубе и Крузе сообщали, что бояр Яковлевых-Захарьиных забили насмерть палками.

## Семья
Иван Петрович Хирон Яковлев был женат на Степаниде Фёдоровне Сукиной (ум. 1563), от брака с которой имел единственного сына Тимофея.